# 18287 Verkin
A 18287 Verkin (ideiglenes jelöléssel 1975 TU3) a Naprendszer kisbolygóövében található aszteroida. Ljudmila Ivanovna Csernih fedezte fel 1975. október 3-án.